# De l'universalité de la langue française
De l’universalité de la langue française, parfois appelé Discours sur l’universalité de la langue française, est un essai publié le 3 juin 1784 par Antoine de Rivarol.
Cet essai, où Rivarol présente les langues dominantes qui régissent le continent européen pour démontrer pourquoi celles-ci ne peuvent remplacer la langue française, a remporté le prix de l’Académie de Berlin.

## Historique
En 1783, l’Académie royale des Sciences et Belles-Lettres de Berlin mettait au concours un triple sujet ainsi libellé : « Qu’est-ce qui a rendu la langue française universelle ? Pourquoi mérite-t-elle cette prérogative ? Est-il à présumer qu’elle la conserve ? »
Rivarol venait alors de se faire connaître par un pamphlet dialogué, publié en 1782, contre le long poème « potager » de l’abbé Delille, les Jardins, mais sa gloire allait être rapidement assise par le succès de ce « discours » et par la causticité de son esprit.
Le 5 juin 1784, l’Académie de Berlin rendit son verdict, adjugeant ex aequo le prix à la longue et pesante Ursachen der Allgemeinheit der französischen Sprache (Dissertation sur les causes de l’universalité de la langue française et la durée vraisemblable de son empire du philosophe Johann Christoph Schwab, traduite en français par Denis Robelot en 1803, et au mince essai de Rivarol, qui fut assez souvent appelé, depuis, le Discours sur l’universalité de la langue française.

## Description
Rivarol commence par tracer une brève histoire des origines de la langue française, en rappelant que la conquête romaine et l’invasion des Francs en Gaule ont contribué à l’émergence d’une hiérarchie linguistique, au sommet de laquelle était le latin. Cependant, du contact entre le latin et les idiomes parlés par la population « barbare » a résulté la vulgarisation du latin classique, à savoir une multitude de dialectes de patois.
Il souligne les deux principaux dialectes divisant le territoire français: le picard parlé au Nord et le provençal au Sud. Bien que la prééminence ait été donnée au dialecte du nord (la langue d’oïl), Rivarol trouvait « sa prononciation un peu sourde » et regrettait l’éclipse du dialecte du sud (la langue d’oc) « qui n’a que des sons pleins » et qui « auroit donné au Français l’éclat de l’Espagnol et de l’Italien ».
Cette dissertation couronnée devint, peu à peu, la pensée inaugurale d’une vaste entreprise restée à l’état de fragments (un Prospectus, un Discours préliminaire et quelques textes : Rivarol ambitionnait d’élaborer un dictionnaire de la langue française qui ne vit jamais le jour.

## Réception
« Quant à la valeur de son discours, nous l’apprécierons d’un mot, qui peut s’appliquer d’ailleurs à la plupart des écrits de Rivarol : c’est l’œuvre d’un spirituel ignorant, un recueil d’aperçus ingénieux, très fins, entremêlés de fautes de gout et d’effroyables bévues. »

— Pierre Larousse, Dictionnaire.